# Медне, Эдуард Мартынович
Эдуард Мартынович Медне (латыш. Eduards Medne; (13 (25) марта 1882, Дикельнская волость, Вольмарский уезд, Лифляндская губерния, Российская империя — 3 марта 1974, Москва, РСФСР) — советский революционер, партийный деятель, ответственный секретарь Калужского губкома РКП(б) (1925—1926).

## Биография
Родился в крестьянской семье. 
Окончил ремесленное училище, слесарь и резчик по металлу.
С 1903 г. член рижской ячейки РСДРП.
Участник нападения боевой дружины на Рижскую центральную тюрьму (сентябрь 1905 г.) и освобождения заключенных Э. Лациса, Ю. Шлессера и др. В 1906 г. был арестован и приговорен к 4 годам каторги.
С 1911 г. жил на поселении в Иркутской губернии. После Февральской революции 1917 года переехал в Бахмут.
С апреля 1917 г. член Бахмутского уездного комитета РСДРП(б), депутат уездного земства. С января 1918 г. комиссар финансов уездного Совнаркома.
В 1918—1920 гг. на партийной работе в Нижегородской губернии, Серпухове и Москве.
- 1920—1921 гг. — председатель Донецкого губернского СНХ,
- 1921—1922 гг. — председатель Одесской губернской контрольной комиссии КПб Украины,
- 1922—1924 гг. — ответственный секретарь Витебского губернского комитета РКП(б), в феврале-мае 1924 г. — член Временного Белорусского бюро ЦК РКП(б),
- 1924—1925 гг. — работал в аппарате ЦК РКП (б),
- 1925—1926 гг. — ответственный секретарь Калужского губкома РКП(б),
- 1927—1932 гг. — в ВСНХ СССР,
- 1933—1939 гг. — член Верховного Суда РСФСР.

Член Центральной Контрольной Комиссии РКП(б) (1923—1924). Делегат II Всероссийского съезда Советов. Член ВЦИК, ЦИК СССР.
Мемуары «Октябрьская революция в Донбассе», опубликованы в журнале «Летопись революции» № 1 за 1922.
С 1940 года на пенсии.
Похоронен на Новодевичьем кладбище.